# Attilio Bertolucci
(Attilio Bertolucci, Sera, da Fuochi in novembre, 1934)
Attilio Bertolucci (San Prospero Parmense, 18 novembre 1911 – Roma, 14 giugno 2000) è stato un poeta italiano, padre dei registi Bernardo Bertolucci e Giuseppe Bertolucci.
La poesia di Bertolucci è a suo modo semplice e complessa. La sua vocazione alla descrizione e al racconto lo ha naturalmente condotto a evitare l'intensa liricità della poesia pura ed ermetica per rivolgersi piuttosto a una lingua poetica intelligibile e alla narrativa in versi. La produzione, che comincia nel 1929, comprende raccolte poetiche, un romanzo familiare in versi, prose, traduzioni di autori inglesi e francesi come William Wordsworth e Charles Baudelaire. Un intellettuale disponibile, che è stato poeta, traduttore, critico, sceneggiatore, documentarista, ma la cui figura centrale e decisiva resta quella di poeta, come la critica contemporanea gli ha definitivamente riconosciuto.

## Biografia

### La gioventù
Nato a San Prospero, a pochi chilometri a est di Parma, in una famiglia della media borghesia agraria, Bertolucci trascorre l'infanzia prima nel podere di Antognano, a sud ovest della città, poi dal 1921 in quello di Baccanelli, sempre nella immediata periferia di Parma. La famiglia del padre Bernardo proviene dall'Appennino parmense, quella della madre, Maria Rossetti, ha origini piacentine (Cortemaggiore).
Attilio è il quintogenito ma tra i fratelli l'unico sopravvissuto è Ugo, nato nel 1907.

### Gli studi
Frequenta le scuole elementari cominciando a scrivere poesie già a sette anni. Frequenta la classe ginnasiale presso il convitto nazionale Maria Luigia di Parma, dove si appassiona alla musica di Verdi. Al convitto conosce Cesare Zavattini (che vi lavora come istitutore) e stringe amicizia con Pietro Bianchi (anch'egli studente), i quali lo coinvolgeranno nel loro amore per il cinema. Compiuti gli studi superiori presso il liceo classico "Gian Domenico Romagnosi", si iscrive alla Facoltà di Giurisprudenza dell'Università di Parma sostenendo però solo due esami.
Nel 1935 si trasferisce a Bologna passando alla Facoltà di Lettere per frequentare le lezioni di Roberto Longhi, dove si troverà come compagno di corso di Giorgio Bassani.
Si laurea nel 1938 con una tesi su Mario Pratesi e nello stesso anno si sposa con una compagna di liceo, Ninetta Giovanardi, con la quale l'amore era sbocciato qualche anno prima durante le vacanze a Forte dei Marmi, la spiaggia più elegante del momento.

### L'attività letteraria prima della seconda guerra mondiale
Comincia ad insegnare italiano e storia dell'arte presso il convitto nazionale Maria Luigia, ma nel frattempo ha già pubblicato due raccolte di poesie: "Sirio" (1929) e "Fuochi in novembre" (1934). In quegli anni Parma è città intellettualmente vivace: nei suoi caffè Attilio incontra letterati e uomini di cultura come l'editore Ugo Guandalini, fondatore della casa editrice Guanda, Aldo Borlenghi, Enzo Paci, Vittorio Sereni, Mario Luzi, Oreste Macrì, Carlo Bo, Giacinto Spagnoletti, Giuseppe De Robertis e altri.
Intanto collabora a varie riviste e dirige per Guanda la collezione di poeti stranieri "La Fenice". Bertolucci va ad abitare in città con la moglie, alternandovi soggiorni nel podere di Baccanelli e continuando la sua attività di poeta.

### Gli anni della guerra

Attilio Bertolucci in compagnia del figlio Bernardo, nel 1975, durante le riprese del film Novecento

Dopo l'armistizio dell'8 settembre 1943 la famiglia Bertolucci, che è stata arricchita dalla nascita del primogenito Bernardo, trova rifugio a Casarola, salvandosi da un rastrellamento tedesco nell'estate dell'anno successivo.
Nel 1944 cadranno sotto i colpi dei nazifascisti due giovani partigiani ex allievi di Bertolucci: Giacomo Ulivi e Ottavio Ricci.

### L'intensa attività letteraria nel dopoguerra
Nel 1945 riprende intensa la collaborazione con la Gazzetta di Parma, iniziata fin dal 1928, per la quale si occupa soprattutto di cinema e arte. Nel 1947 nasce il secondogenito Giuseppe.
Il 1951 è un anno significativo: si trasferisce a Roma, seguito a distanza di qualche mese dalla moglie, su invito del suo maestro Roberto Longhi, che lo ospiterà a lungo, in un rapporto profondo di amicizia e stima, e lo inviterà a collaborare con Paragone; pubblica la terza raccolta di liriche, "La capanna indiana", entra in contatto con il mondo del cinema della radio e della nascente televisione, collaborando a programmi Rai e sceneggiature televisive. Ma prosegue anche la sua attività di giornalista per le riviste "Paragone", "Nuovi Argomenti", "La Fiera Letteraria", "L'Approdo letterario" e, fino al 1954, il mestiere di insegnante di storia dell'arte presso il liceo "Virgilio" di Roma. Nella capitale frequenta Carlo Emilio Gadda e stringe una profonda amicizia con Pier Paolo Pasolini, a cui succederà, alla morte di quest'ultimo, nella direzione della rivista "Nuovi Argomenti" mantenendo tuttavia forti rapporti significativi con la città d'origine. Ad esempio nel 1957 Bertolucci contribuisce alla rinascita, a Parma, della rivista di lettere e arti "Palatina" di importanza nazionale, ma con un comitato di redazione composto unicamente da intellettuali parmigiani come il direttore Roberto Tassi e il suo sponsor, Pietro Barilla.
Tre anni prima, nel 1954 fu chiamato dal primo presidente dell'Eni, Enrico Mattei a dirigere la rivista aziendale "Il gatto selvatico" (1955-1964) alla quale chiamò a collaborare, accanto a grandi firme del giornalismo, anche poeti e scrittori. 
Bertolucci ne mantiene la direzione fino al 1965 e intanto presta la propria consulenza anche all'editore Garzanti, che sarà l'editore di quasi tutte le sue opere e a cui presenta Pasolini. Anche a causa di problemi di salute, la residenza nella Capitale si alterna con i soggiorni estivi a Parma, soprattutto a Casarola, e le vacanze nella casa di Tellaro, in Liguria.
Nel 1971 esce la raccolta "Viaggio d'inverno", nel 1984 il primo libro del poema narrativo La camera da letto, a cui si è dedicato fin dal 1955, e nel 1988 il secondo.
Nel 1990 Bertolucci unisce in un solo volume, "Le poesie", tutti i testi delle raccolte precedenti e l'anno successivo una scelta di saggi critici, "Aritmie"
.

### Le ultime opere e la morte
Nel 1993 compone una nuova raccolta, "Alle sorgenti del Cinghio", e nel 1997 l'ultima, "La lucertola di Casarola".
Nel 1997 escono, edite da Arnoldo Mondadori Editore nella collana "I Meridiani" le "Opere" complete a cura di Paolo Lagazzi.
Attilio Bertolucci muore nella sua casa di via Carini a Roma il 14 giugno 2000, assistito dalla moglie e dai due figli. È sepolto a Parma, nella cappella di famiglia del cimitero della Villetta.
Nel 2001, postuma, esce un'antologia poetica edita dal Poligrafico dello Stato con autori e testi scelti da Attilio Bertolucci, in collaborazione con Gabriella Palli Baroni, dal titolo "Dagli scapigliati ai crepuscolari".
Il 31 ottobre 1992, con una significativa donazione di manoscritti e dattiloscritti autografi del poeta, nasce ufficialmente l'Archivio della Letteratura presso l'Archivio di Stato di Parma, coordinato da Paolo Lagazzi.
Nel 2014, a cura di Paolo Lagazzi e di Gabriella Palli Baroni, vede la luce una nuova opera dal titolo Il fuoco e la cenere. Versi e prose dal tempo perduto che raccoglie i testi più originali e intensi fra tutti quelli ancora inediti in volume.

## Poetica
Attilio Bertolucci è un poeta che la critica considera tra i grandi del Novecento italiano e la cui importanza è cresciuta a partire dagli anni cinquanta. Le caratteristiche della sua poetica, per forme e contenuti, lo inseriscono nel filone della linea “antinovecentista” che parte da Saba per proseguire con Penna, Caproni, Giudici, richiamandosi da un lato ai crepuscolari e a Pascoli e, dall'altro, proponendo un modello alternativo alla poesia “pura” o “ermetica” del secondo Ungaretti, di Quasimodo, di Montale. Temi dominanti della poesia di Bertolucci sono il luogo d'origine, Parma, nei suoi aspetti cittadini e nel paesaggio della campagna, definiti sia attraverso la loro descrizione reale che nella loro dimensione simbolica, i legami affettivi con i familiari e gli amici, la natura. Le strutture metriche sono molto variabili e comprendono liriche brevi, con versi liberi o anche versi tradizionali variamente intrecciati, così come liriche più lunghe, che possono giungere fino al poemetto. La cifra costante della sua poesia, oltre alla citazione più o meno evidente di poeti come Pascoli e D'Annunzio, è la vocazione narrativa e la tendenza ad utilizzare espressioni ossimoriche; frequente anche l'attitudine interlocutoria con la quale Bertolucci si rivolge al lettore.
Esempio più chiaro della linea “antinovecentista” di Bertolucci e della sua preferenza per il discorso narrativo, il romanzo in versi La camera da letto, nel quale egli ripercorre paesaggi, affetti, cose in un romanzo in versi che comincia con il racconto delle migrazioni dei suoi antenati maremmani fino all'anno del suo trasferimento a Roma. La centralità autobiografica di molte sue liriche trova così piena rappresentazione nel poema, saldandosi con gli eventi della Storia che lasciano tracce del loro corso sull'Italia e sulla famiglia Bertolucci.
La poesia di Bertolucci si immerge nelle cose quotidiane allo scopo di afferrare la bellezza in esse presente, e con un linguaggio semplice canta della città di Parma e della campagna circostante. Al trasferimento da Parma a Roma corrisponde la comparsa di elementi drammatici, legati ai contrasti della guerra e del dopoguerra. Questo è evidente in particolare nel Viaggio d'inverno, dove emergono le immagini di una storia che consuma quel mondo felice. Con La camera da letto Bertolucci riscopre poi la poesia narrativa e il genere del poema, in quello che però è definito da Ferroni un «poema aperto» composto da lunghissimi frammenti e in cui le figure sono sospese in un tempo eterno.

## Opere

### Raccolte poetiche
- Attilio Bertolucci, Sirio, Minardi, Parma, 1929. (Ristampa anastatica, con un saggio di Paolo Lagazzi, Pilotta editrice, Parma, 1979; riedizione con licenza dell’Autore e postfazione di Paolo Lagazzi, Società Editrice Napoletana, 1984)
- Attilio Bertolucci, Fuochi in novembre, Minardi, Parma, 1934
- Attilio Bertolucci, La capanna indiana, Sansoni, Firenze, 1951 e 1955; Garzanti, Milano, 1973
- Attilio Bertolucci, Viaggio d'inverno, Garzanti, Milano, 1971 e 1984
- Attilio Bertolucci, La camera da letto vol. I, Garzanti, Milano, 1984
- Attilio Bertolucci, La camera da letto vol. II, Garzanti, Milano, 1988
- Attilio Bertolucci, La camera da letto, Garzanti, Milano, 1988 [edizione completa]; idem 2020, prefazione di Nicola Gardini
- Attilio Bertolucci, Le poesie, Garzanti, Milano, 1990
- Attilio Bertolucci, Verso le sorgenti del Cinghio, Garzanti, Milano, 1993
- Attilio Bertolucci, La lucertola di Casarola, Garzanti, Milano, 1997
- Attilio Bertolucci, Opere, a cura di Paolo Lagazzi e Gabriella Palli Baroni, Mondadori (I Meridiani), Milano, 1997
- Attilio Bertolucci, Fuochi in novembre, a cura di Gabriella Palli Baroni, Genova, Edizioni San Marco dei Giustiniani, 2004. ISBN 88-7494-1560
- Attilio Bertolucci, Il fuoco e la cenere. Versi e prose dal tempo perduto, a cura di Paolo Lagazzi e Gabriella Palli Baroni, edizioni Diabasis, Parma, 2014

### Prose
- Attilio Bertolucci, Aritmie, Garzanti, Milano 1991[8]
- Attilio Bertolucci, Ho rubato due versi a Baudelaire, a cura di Gabriella Palli Barone, Mondadori, Milano, 2000
- Paolo Briganti, Attilio Bertolucci, in AA. VV., Antologia della poesia italiana, diretta da C. Segre e C. Ossola, vol. III, Otto-Novecento, Torino, Einaudi, 1999

### Principali traduzioni di opere in versi di Attilio Bertolucci
- Attilio Bertolucci, Selected Poems, trad. inglese di Charles Tomlinson, Bloodaxe Books, Newcastle upon Tyne, 1993
- Attilio Bertolucci, La Chambre [vol. I della Camera da letto], trad. francese di Muriel Gallot, ed. Verdier, Lagrasse, 1988
- Attilio Bertolucci, Sovrummet [vol. I della Camera da letto], trad. svedese di J. Birbrayer, introduzione di E.Tiozzo, Symposion, Stockholm/Stehag, 1992
- Attilio Bertolucci, Voyage d’hiver [Viaggio d’inverno], trad. francese di Muriel Gallot, ed. Verdier, Lagrasse, 1997
- Attilio Bertolucci, Winter Journey [Viaggio d’inverno], trad. inglese di Nicholas Benson, Parlor Press, 2005
- Attilio Bertolucci, Kotoba yo takaku tobe [Vola alta, parola], antologia di poesie di Attilio Bertolucci e Mario Luzi, trad. giapponese di Yasuko Matsumoto, con scritti di Paolo Lagazzi e Maria Luisa Spaziani, Shichō-sha, Tokyo, 2009
- Attilio Bertolucci, The Bedroom [La camera da letto], trad. inglese integrale di Luigi Bonaffini, introduzione di Paolo Lagazzi, Chelsea Editions, New York, 2012
- Attilio Berolucci, Me këto lulëkuqe e flutura. Poezi të zgjedhura [Con questi papaveri e farfalle. Poesie scelte], trad. albanese di Arben Dedja, ed. Klub Aleph, Tiranë 2017
- Attilio Bertolucci,  In unsicherer Zeit , Ausgewählte Gedichte, trad. tedesco di Hans Raimund, Edition PEN/Löcker Verlag, Wien 2022

### Principali opere in versi e in prosa tradotte da Attilio Bertolucci
- Honoré de Balzac, La ragazza dagli occhi d'oro, Guanda, Parma, 1946; Garzanti, Milano, 1969, 2004-2008; col titolo La fanciulla dagl occhi d'oro, SE, Milano, 1990.
- Ernest Hemingway, Verdi colline d'Africa, trad. di A. Bertolucci e Alberto Rossi, Torino, Einaudi, 1947-1979; Mondadori, Milano, 1961-2021.
- Charles Baudelaire, I fiori del male, versione in prosa, Milano, Garzanti, 1977.
- Thomas Love Peacock, L'Abbazia degl'incubi, Guanda, Parma, 1977; col titolo L'Abbazia degli incubi, Garzanti, Milano, 2001.
- Thomas Hardy, La brughiera, Collana I grandi libri, Garzanti, Milano, 1981.
- David Herbert Lawrence, Classici americani, Milano, Feltrinelli, 1991, ISBN 88-07-81154-5.
- Attilio Bertolucci, Imitazioni[9], Milano, Scheiwiller, 1994, ISBN 88-7644-203-0.

### Carteggi e interviste
- Attilio Bertolucci, Vittorio Sereni, Una lunga amicizia. Lettere 1938 – 1982, a cura di Gabriella Palli Baroni, Garzanti, Milano, 1994
- Attilio Bertolucci, Paolo Lagazzi, All'improvviso ricordando. Conversazioni, Guanda, Parma, 1997

## Premi e riconoscimenti
Durante la sua vita Attilio Bertolucci ha ricevuto diversi attestati di merito: nel 1951, il Premio Viareggio di Poesia con La capanna indiana,nel 1987 la Presidenza del Consiglio gli assegna il premio "Penna d'oro", 
Nel 1989, il suo libro La camera da letto vince nuovamente il Premio Viareggio di poesia.
nel 1992 gli viene riconosciuto il premio Feltrinelli dell'Accademia dei Lincei
e nel 1993 vince il premio Mondello nella categoria autore italiano con "Verso le sorgenti del Cinghio".
Inoltre dal 2004 il comune della città di Parma organizza ogni anno la cerimonia di consegna del "Premio Internazionale di poesia Attilio Bertolucci" a lui dedicato..
Sempre nella città di Parma, il 19 novembre 2011, centenario della sua nascita, gli è stato dedicato dalla provincia di Parma il Liceo Scientifico e Musicale "Attilio Bertolucci" a lui intitolato.